# Viktor Lustig
Viktor Lustig (4. ledna 1890, Hostinné – 11. března 1947, Springfield) byl český profesionální podvodník židovského původu, který páchal podvody v různých zemích, avšak nejvíce se proslavil jako „Muž, který prodal Eiffelovu věž. Dvakrát".

## Mládí
Viktor Lustig se narodil v Čechách, ale brzy se vydal na západ. Byl nenucený a okouzlující člověk a mluvil plynně několika jazyky. Zařídil se jako podvodník na zaoceánských parnících mezi New Yorkem a Paříží.
Lustigův první podvod se točil okolo „stroje, který tiskl peníze“. Klientům demonstroval schopnosti malé krabičky a celou dobu nadával, že jí trvá šest hodin vytisknout $100 bankovku. Klient, který vycítil možnost velkého zisku, si stroj koupil za vysokou cenu, většinou za víc než $30.000. Za následujících 12 hodin stroj vytiskl dvě $100 bankovky, avšak potom už tiskl jen prázdné papírky. Když klient poznal, že byl podveden, Lustig už byl dávno pryč.

## Podvod s Eiffelovou věží
V roce 1925 se Francie vzpamatovala z první světové války, Paříž vzkvétala a byla skvělým prostředím pro podvodníky. Lustiga jeho mistrovský podfuk napadl jednoho jarního dne, když si přečetl v novinách článek, ve kterém se psalo, jakým problémem je spravování Eiffelovy věže. Dokonce i samotný nátěr byl velmi drahý a věž se stávala trochu ošuntělou. Lustig vycítil možnost a připravil pozoruhodný plán.
Lustig si nechal u padělatele vyrobit falešnou vládní pozvánku a pozval šest obchodníků s kovovým odpadem do Hotelu de Crillon (jeden z nejstarších a nejprestižnějších hotelů v Paříži) na důvěrnou schůzku, aby prodiskutovali možný obchod. Všech šest se dostavilo. Lustig se představil jako zástupce ředitele Ministerstva pošty a telegrafů. Vysvětlil, že byli vybráni na základě své dobré reputace jako poctiví obchodníci, a pak jim řekl svou bombu.
Lustig řekl skupince, že údržba Eiffelovy věže je tak nákladná, že si to město nemůže už déle dovolit a chce ji prodat do šrotu. Kvůli jistému pobouření společnosti, pokračoval, má být vše drženo v tajnosti, dokud nebudou všechny detaily vyřešeny. Lustig řekl, že jemu byla dána odpovědnost vybrat obchodníka na tuto zakázku. Tato myšlenka nebyla tehdy tak nepravděpodobná, jak by se zdála dnes. Eiffelovka byla postavena pro pařížskou světovou výstavu v roce 1889 a neměla ve městě zůstat trvale. V roce 1909 měla být přemístěna někam jinam, protože se nehodila k ostatním pařížským stavbám jako gotické katedrály a Vítězný oblouk a tehdy byla opravdu v ubohém stavu.
Poté vzal Lustig všechny na inspekci k věži, což mu dalo příležitost zjistit, který z nich je nejnadšenější a nejdůvěřivější. Lustig poté požádal, aby mu do příštího dne poslali svoje nabídky a připomněl, že celá věc je státní tajemství. Ve skutečnosti Lustig již věděl, od kterého kupce nabídku přijme. „Šťastlivcem“ se měl stát Andre Poisson. (Zajímavé je, že poisson znamená ve francouzštině ryba a poisson d'Avril aprílový žertík.) Poisson se totiž cítil vystrčený z vnitřních kruhů pařížské komunity obchodníků a doufal, že koupí Eiffelovky se dostane do „vyšší ligy“.
Nicméně Poissonova žena byla nedůvěřivá a přemýšlela, kdo je tento úředník, proč bylo všechno tak tajné a tak narychlo dělané. Aby toto Lustig vyřešil, svolal další schůzku, kde se „přiznal“. Jako zástupce ředitele prý nevydělával dost peněz, aby žil tak, jak by chtěl a hledal cesty, jak by si vylepšil svůj příjem. To znamenalo, že jeho obchody vyžadovaly jistou míru diskrétnosti. Poisson rychle pochopil – měl co do činění s dalším zkorumpovaným vládním úředníkem, který chtěl úplatek. To Poissona uklidnilo, protože znal takovéto typy a neměl problém s nimi obchodovat.
Takže Lustig nejenže dostal peníze za Eiffelovu věž, ale ještě tučný úplatek. Lustig a jeho osobní sekretář Robert Arthur Tourbillon (také známý jako Dan Collins) rychle nasedli na vlak do Vídně s kufříkem plným peněz.
Zcela nečekaně se však nic nestalo. Poisson byl moc ponížený na to, aby se přiznal policii. O měsíc později se Lustig vrátil do Paříže a znovu se pokusil Eiffelovu věž prodat. Avšak tentokrát Lustigova oběť nahlásila vše na policii, ještě než obchod uzavřeli, nicméně Lustig a Tourbillon zatčení unikli.

## Pozdější život
Později Lustig přemluvil Ala Caponeho, aby investoval $50.000 do akcií. Lustig měl u sebe Caponeho peníze dva měsíce, a pak mu je vrátil a řekl, že se obchod nepovedl. Ohromen Lustigovou čestností, Capone mu dal $5.000, což bylo to jediné, o co Lustigovi celou dobu šlo.
V roce 1934 byl Lustig zatčen federálními agenty a obviněn z padělání. Den před soudem se mu povedlo uprchnout z vazby, avšak byl znovu chycen o 27 dní později v Pittsburghu. Lustig se přiznal a byl odsouzen k 15 letům v Alcatrazu. Odseděl si více než 11 let. Dne 9. března 1947 dostal zápal plic a zemřel o dva dny později ve Zdravotnickém zařízení pro vězně ve Springfieldu, Missouri. Na úmrtním listu měl vyplněné povolání „učeň prodavače“.